# Len Elmore
Leonard J. "Len" Elmore (Nueva York, Nueva York, 28 de marzo de 1952) es un exjugador de baloncesto estadounidense que jugó dos temporadas en la ABA y ocho más en la NBA. Con 2,05 metros de altura, lo hacía en la posición de ala-pívot. Es en la actualidad comentarista deportivo de la cadena de televisión ESPN.

## Trayectoria deportiva

### Universidad
Jugó durante cuatro temporadas con los Terrapins de la Universidad de Maryland, en las que promedió 11,8 puntos y 12,2 rebotes por partido. En sus tres últimos años fue incluido en el mejor quinteto de la Atlantic Coast Conference, siendo el único jugador de la historia de los Terrapins en superar los 1000 rebotes a lo largo de una carrera. Además, en 1974 fue incluido en el segundo quinteto All-American.

### Profesional
Fue elegido en la decimotercera posición del Draft de la NBA de 1974 por Washington Bullets, y también por los Indiana Pacers en la primera ronda del draft de la ABA, eligiendo esta última opción. Tras una primera temporada como suplente de George McGinnis, dio el salto a la titularidad a la siguiente, jugando su mejor año como profesional, al promediar 14,6 puntos, 10,8 rebotes y 2,6 tapones por partido, apareciendo en la lista de los 10 mejores de la liga en estos dos últimos conceptos.
En la temporada 1976-77 el equipo se incorporó a la NBA, pero una lesión hizo que sólo disputara 6 partidos ese año. A partir de ese momento, ya no volvió a ser el mismo jugador. Jugó dos temporadas más en los Pacers, viéndose relegado al banquillo, para ser traspasado en 1979 a Kansas City Kings a cambio de una ronda del draft. Allí se dedicó a dar minutos de descanso al titular Sam Lacey, convirtiéndose en agente libre al término de la temporada para fichar por Milwaukee Bucks. Pero tampoco le fueron bien las cosas en los Bucks, siendo uno de los últimos hombres del banquillo, promediando 2,9 puntos y 2,9 rebotes por partido.
Antes del comienzo de la temporada 1981-82 fue traspasado a New Jersey Nets, donde recuperó la condición de titular, aunque sus promedios distaban bastante de sus mejores temporadas, consiguiendo 9,1 puntos y 5,4 rebotes por encuentro. Al año siguiente regresó al banquillo, tras la llegada al equipo de Darryl Dawkins, siendo traspasado al término de la temporada a New York Knicks. Allí jugaría su último año como profesional, como suplente de Bill Cartwright.

## Estadísticas de su carrera en la ABA y la NBA

### Temporada regular
| Temporada | Edad | Equipo            | Liga  | P   | TIT | MIN  | TC  | TCA  | %TC  | 3P  | 3PA | %3P   | TL  | TLA | %TL  | R.OF. | R.DEF. | REB  | ASIS | ROB | TAP | PER | FP  | PTS  |
| 1974-75   | 22   | Indiana Pacers    | ABA   | 77  |     | 18.4 | 2.8 | 6.8  | .417 | 0.0 | 0.0 | 1.000 | 0.9 | 1.2 | .774 | 1.9   | 3.2    | 5.1  | 0.5  | 0.9 | 1.2 | 1.1 | 3.1 | 6.6  |
| 1975-76   | 23   | Indiana Pacers    | ABA   | 76  |     | 34.1 | 6.3 | 15.7 | .402 | 0.0 | 0.0 | .000  | 2.0 | 2.7 | .738 | 3.2   | 7.6    | 10.8 | 1.6  | 1.8 | 2.3 | 2.3 | 4.1 | 14.6 |
| 1976-77   | 24   | Indiana Pacers    | NBA   | 6   |     | 7.7  | 1.2 | 2.8  | .412 |     |     |       | 0.7 | 0.8 | .800 | 1.2   | 1.3    | 2.5  | 0.3  | 0.0 | 0.7 |     | 1.8 | 3.0  |
| 1977-78   | 25   | Indiana Pacers    | NBA   | 69  |     | 19.2 | 2.1 | 5.6  | .368 |     |     |       | 1.3 | 1.9 | .667 | 2.0   | 4.1    | 6.1  | 1.2  | 1.1 | 1.0 | 1.1 | 2.5 | 5.4  |
| 1978-79   | 26   | Indiana Pacers    | NBA   | 80  |     | 15.8 | 1.7 | 4.3  | .406 |     |     |       | 0.7 | 1.0 | .718 | 1.4   | 3.6    | 5.0  | 0.9  | 0.8 | 1.0 | 0.9 | 2.3 | 4.2  |
| 1979-80   | 27   | Kansas City Kings | NBA   | 58  |     | 15.8 | 1.8 | 4.2  | .430 | 0.0 | 0.0 |       | 0.9 | 1.3 | .689 | 1.3   | 3.2    | 4.4  | 1.1  | 0.7 | 0.7 | 1.2 | 2.7 | 4.5  |
| 1980-81   | 28   | Milwaukee Bucks   | NBA   | 72  |     | 12.8 | 1.1 | 2.9  | .358 | 0.0 | 0.0 |       | 0.8 | 1.0 | .720 | 0.9   | 1.9    | 2.9  | 1.0  | 0.5 | 0.7 | 0.6 | 2.5 | 2.9  |
| 1981-82   | 29   | New Jersey Nets   | NBA   | 81  | 70  | 25.9 | 3.7 | 8.0  | .460 | 0.0 | 0.0 |       | 1.7 | 2.1 | .794 | 2.1   | 3.4    | 5.4  | 1.2  | 1.1 | 1.1 | 1.7 | 3.5 | 9.1  |
| 1982-83   | 30   | New Jersey Nets   | NBA   | 74  | 0   | 13.2 | 1.3 | 3.3  | .398 | 0.0 | 0.0 | .000  | 0.7 | 1.1 | .643 | 1.1   | 2.1    | 3.2  | 0.5  | 0.6 | 0.5 | 1.1 | 1.7 | 3.4  |
| 1983-84   | 31   | New York Knicks   | NBA   | 65  | 5   | 12.8 | 1.0 | 2.4  | .408 | 0.0 | 0.0 |       | 0.4 | 0.6 | .711 | 1.0   | 1.6    | 2.5  | 0.5  | 0.4 | 0.5 | 0.7 | 2.4 | 2.4  |
| Total     |      |                   | TOTAL | 658 | 75  | 18.8 | 2.5 | 6.0  | .410 | 0.0 | 0.0 | .200  | 1.1 | 1.5 | .726 | 1.7   | 3.4    | 5.1  | 0.9  | 0.9 | 1.0 | 1.2 | 2.7 | 6.0  |
|           |      |                   | NBA   | 505 | 75  | 16.6 | 1.8 | 4.5  | .413 | 0.0 | 0.0 | .000  | 0.9 | 1.3 | .715 | 1.4   | 2.8    | 4.2  | 0.9  | 0.8 | 0.8 | 1.0 | 2.5 | 4.6  |
|           |      |                   | ABA   | 153 |     | 26.2 | 4.6 | 11.2 | .407 | 0.0 | 0.0 | .250  | 1.5 | 2.0 | .749 | 2.5   | 5.4    | 7.9  | 1.0  | 1.3 | 1.8 | 1.7 | 3.6 | 10.6 |

### Playoffs
| Temporada | Edad | Equipo            | Liga  | P  | MIN | TCA | TC  | 3PA | 3P | TLA | TL | R.OF. | REB | ASIS | ROB | TAP | PER | FP  | PTS | %TC  | %3P | %FT   | MIN  | PTS  | REB | AST |
| 1975      | 22   | Indiana Pacers    | ABA   | 18 | 565 | 83  | 190 | 0   | 0  | 25  | 37 | 51    | 145 | 16   | 21  | 39  | 26  | 74  | 191 | .437 |     | .676  | 31.4 | 10.6 | 8.1 | 0.9 |
| 1976      | 23   | Indiana Pacers    | ABA   | 3  | 68  | 9   | 30  | 0   | 0  | 1   | 1  | 4     | 15  | 4    | 5   | 2   | 2   | 10  | 19  | .300 |     | 1.000 | 22.7 | 6.3  | 5.0 | 1.3 |
| 1979-80   | 27   | Kansas City Kings | NBA   | 3  | 43  | 4   | 13  | 0   | 0  | 1   | 2  | 6     | 11  | 1    | 3   | 1   | 4   | 4   | 9   | .308 |     | .500  | 14.3 | 3.0  | 3.7 | 0.3 |
| 1980-81   | 28   | Milwaukee Bucks   | NBA   | 4  | 12  | 0   | 1   | 0   | 0  | 0   | 0  | 0     | 0   | 0    | 0   | 0   | 1   | 4   | 0   | .000 |     |       | 3.0  | 0.0  | 0.0 | 0.0 |
| 1981-82   | 29   | New Jersey Nets   | NBA   | 2  | 76  | 9   | 16  | 0   | 0  | 4   | 4  | 1     | 16  | 2    | 1   | 2   | 2   | 4   | 22  | .563 |     | 1.000 | 38.0 | 11.0 | 8.0 | 1.0 |
| 1982-83   | 30   | New Jersey Nets   | NBA   | 2  | 15  | 2   | 5   | 0   | 0  | 1   | 2  | 5     | 9   | 1    | 1   | 0   | 1   | 4   | 5   | .400 |     | .500  | 7.5  | 2.5  | 4.5 | 0.5 |
| Total     |      |                   | TOTAL | 32 | 779 | 107 | 255 | 0   | 0  | 32  | 46 | 67    | 196 | 24   | 31  | 44  | 36  | 100 | 246 | .420 |     | .696  | 24.3 | 7.7  | 6.1 | 0.8 |
|           |      |                   | ABA   | 21 | 633 | 92  | 220 | 0   | 0  | 26  | 38 | 55    | 160 | 20   | 26  | 41  | 28  | 84  | 210 | .418 |     | .684  | 30.1 | 10.0 | 7.6 | 1.0 |
|           |      |                   | NBA   | 11 | 146 | 15  | 35  | 0   | 0  | 6   | 8  | 12    | 36  | 4    | 5   | 3   | 8   | 16  | 36  | .429 |     | .750  | 13.3 | 3.3  | 3.3 | 0.4 |